# Златко Комадіна
Зла́тко Кома́діна (хорв. Zlatko Komadina, нар. 24 жовтня 1958 р., Любляна, Словенія) — хорватський політик, багаторічний заступник голови Соціал-демократичної партії Хорватії, жупан (župan) Приморсько-Горанської жупанії. З 23 грудня 2011 до 4 квітня 2012 обіймав посаду міністра морських справ, транспорту та інфраструктури Хорватії.

## Короткий життєпис
Закінчив технічний факультет Рієцького університету. З 1997 до 2001 року був депутатом Палати жупаній тодішнього двопалатного Сабору, з 2001 року керує Приморсько-Горанською жупанією, з 2004 року віцеголова СДПХ, а з 23 грудня 2011 р. очолив Міністерство морських справ, транспорту та інфраструктури в уряді Хорватії. 4 квітня 2012 р. подав у відставку з посади міністра за станом здоров'я.
З 2001 року чотири рази обирався жупаном Приморсько-Горанської жупанії.
Президент Італії Карло Чампі нагородив його Орденом італійської солідарності з присвоєнням звання командора.